# Buran (transbordador espacial)
El Buran (rus: Буран, "tempesta de neu" o "torb"), índex GRAU 11F35 K1, fou l'únic transbordador espacial complet i operatiu del programa Buran de la Unió Soviètica en aconseguir l'espai. Amb una clara influència de l'anterior disseny del transbordador espacial estatunidenc, el Buran completà un vol sense tripulació el 1988 abans que el programa del transbordador espacial soviètic fos cancel·lat el 1993.Posteriorment, el vehicle va quedar destruït per l'esfondrament del seu hangar el 2002.
El treball va començar l'any 1976 en el Institut Central de Aerohidrodinàmica (TsAGI), com a resposta al programa del transbordador espacial nord-americà. Els polítics soviètics estaven convençuts que el transbordador espacial podria ser una arma efectiva des del moment en què el Departament de Defensa nord-americà va començar a prendre part en el projecte. Pensaven que el transbordador podria desestabilitzar la balança de poder establerta durant la Guerra Freda. Aquest projecte es va convertir en el major i més car de la història de la exploració espacial soviètica.
Com que el debut del transbordador Buran va ser posterior al del transbordador espacial Columbia, i donades les similituds entre tots dos transbordadors, molts van especular que l'espionatge podria haver tingut un paper important en el desenvolupament del transbordador soviètic. Aquesta impressió es recolzava també en el record de les similituds entre els avions supersònics de passatgers Túpolev Tu-144 i Concorde. No obstant això avui se sap que, tot i que externament sí comparteix les característiques aerodinàmiques del transbordador espacial nord-americà, internament és un producte desenvolupat per l'enginyeria aeroespacial soviètica (argument ja exposat pels responsables del projecte en el temps del seu desenvolupament).

## El desenvolupament delBuran

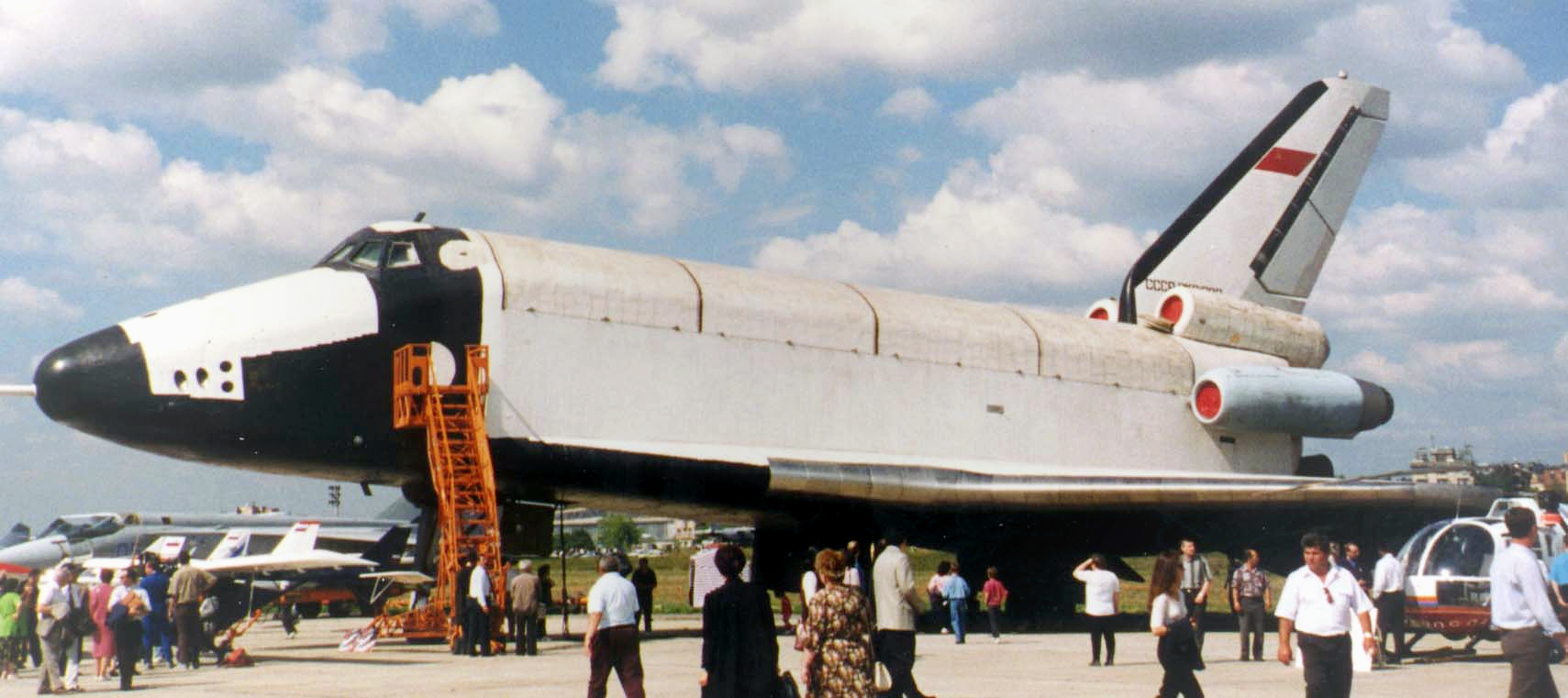
El Buran BTS-002

El desenvolupament del transbordador Buran es va iniciar a principis dels anys 1970 com a resposta al programa del transbordador espacial nord-americà. Quan la NASA va anunciar el projecte, els enginyers del programa espacial soviètic van començar a estudiar la validesa del programa, originalment van desestimar el projecte, ja que no creien que les xifres del cost del programa fossin realistes. No obstant això, quan es van assabentar que el transbordador podia ser llançat des de la Base de la Força Aèria Vandenberg, els militars soviètics sospitaven que el programa en realitat era un bombarder nuclear, ja que un llançament des de Vandenberg permetia sobrevolar els principals centres de la Unió Soviètica en tan sols 10 minuts.
Al febrer de 1976, tot i que els científics eren escèptics de la sospita militar, es crea el gabinet de disseny NPO Mólnia (Научно-производственное объединение «Молния») per al desenvolupament del projecte, sota la direcció de Gleb Evguénievich Lozino-Lozinski (Глеб Евгеньевич Лозино-Лозинский, Des. 1909 - Novembre 2001) que va ser responsable també del projecte Spiral. Mentre els enginyers soviètics preferien un vehicle sustentador més petit i lleuger, els comandaments militars impulsaven una còpia a la mateixa escala de l'ala en delta del transbordador nord-americà, en un esforç per mantenir la paritat estratègica entre ambdues superpotències.
La construcció dels transbordadors es va iniciar l'any 1980, i l'any 1984 s'acabava el primer Buran. No obstant això, ja al juliol de 1983 es produïen els primers vols suborbitals de models a escala, els BOR-5. Davant els progressos del programa, es van preparar cinc models a escala. També es va construir un vehicle de proves amb quatre motors de reacció muntats en la part posterior. Aquest vehicle és conegut com a DOK-GLI, o «Anàleg Aerodinàmic de Buran». Aquests motors de reacció s'usaven per efectuar l'enlairament des d'una pista comú, i un cop assolit un determinat punt, s'apagaven per fer descendir el Buran planejant fins a la pista. Això va proporcionar una informació molt valuosa sobre les característiques de maneig del disseny, i es va aconseguir mitjançant un mètode molt més senzill que l'utilitzat pel programa del transbordador nord-americà, consistent en el muntatge del transbordador de proves Enterprise sobre un avió Boeing 747 modificat i el despreniment del mateix en ple vol. Les proves aerodinàmiques del Buran van concloure després de 24 vols, i posteriorment l'aeroplà de proves va ser retirat. A vegades els models anàlegs o "maquetes" 1:1 dels Buran eren transportats sobre els gegantins avions Antonov An-225, el 1989 un An-225 va traslladar com "motxilla" a un Buran fins a la Fira Internacional d'Aviació de Le Bourget (en els suburbis de París).

## Característiques delBuran

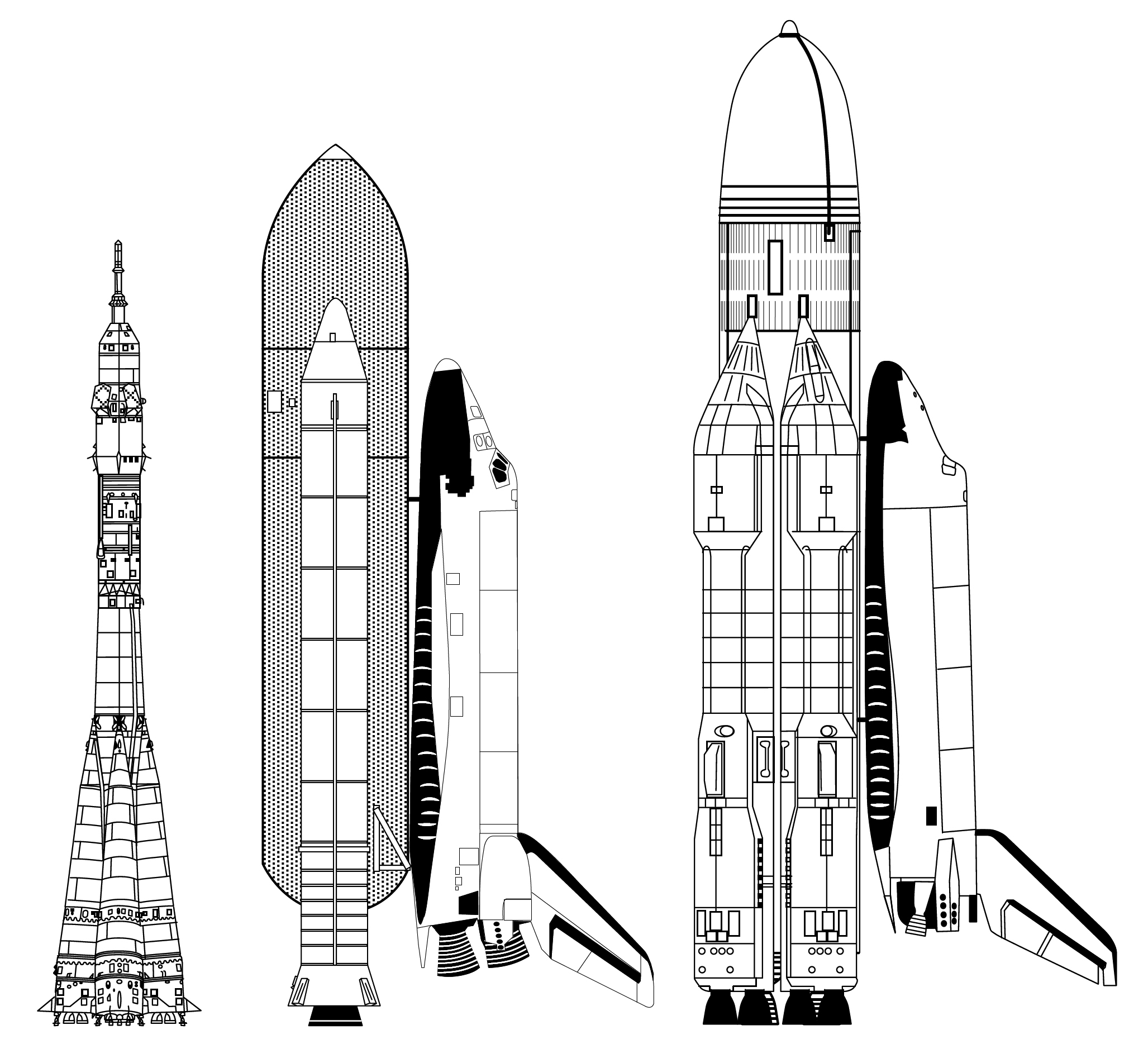
Comparació de mides del vehicle de llançament Soiuz (a l'esquerra), del vehicle espacial nord-americà (centre) i dels vehicles Buran-Enérguia (dreta).

Inicialment s'havia previst de construir cinc naus de tipus Buran però al capdavall només una va volar. Es va dur a terme un segon exemplar i tres altres s'estaven construint quan es va decidir d'aturar el programa. Es van construir diversos altres models prèviament a la realització del Buran entre els quals figurava un exemplar que posseïa quatre reactors d'avió, per a poder estudiar el seu comportament en vol subsònic. De manera similar a les primeres proves de les naus americanes, els pilots tenien seients ejectables. La cabina pressuritzada conté quatre seients per als pilots i sis per als passatgers.
Amb un pes de 75 tones buit, pot arribar a portar 27 tones a una òrbita de 450 km (contràriament a les naus americans que porten 24 tones).
Sense la nau, el coet Enérguia permet de llançar una càrrega útil de 120 tones.

## El seu primer i únic vol
L'únic vol orbital del Buran (no tripulat) es va produir a les 3:00 UTC del 15 de novembre de 1988. Va ser posat en òrbita per un llançador Enérguia específicament dissenyat per a aquest vol. El sistema de suport vital no estava instal·lat, així com tampoc els controls de la cabina. El transbordador va fer dues òrbites completes abans de tornar, executant un impressionant aterratge en automàtic a la pista del cosmòdrom de Baikonur. Els transbordadors nord-americans, encara que eren gairebé del tot automàtics, havien de ser pilotats manualment en vol atmosfèric. El sistema de guia automàtic va ser dissenyat en el Centre d'Investigació Científica Jartron (a Khàrkiv), va ser el major èxit, ja que no necessitava la intervenció de pilots humans. 
Part del llançament va ser televisat, tot i que no el llançament en si. Això va donar peu a les especulacions que afirmaven que va ser una missió «fabricada», i que el posterior aterratge no s'havia produït des de l'òrbita, sinó des d'un avió que transportava un dels transbordadors russos (procés que es feia servir al programa nord-americà per provar les característiques aerodinàmiques dels seus propis aparells). Des de llavors, els vídeos d'aquell llançament van ser publicats, confirmant que certament, el Buran va ser llançat i en les pobres condicions climatològiques que els mitjans de comunicació soviètics havien afirmat que tal llançament va succeir.

## El prematur final delBuran

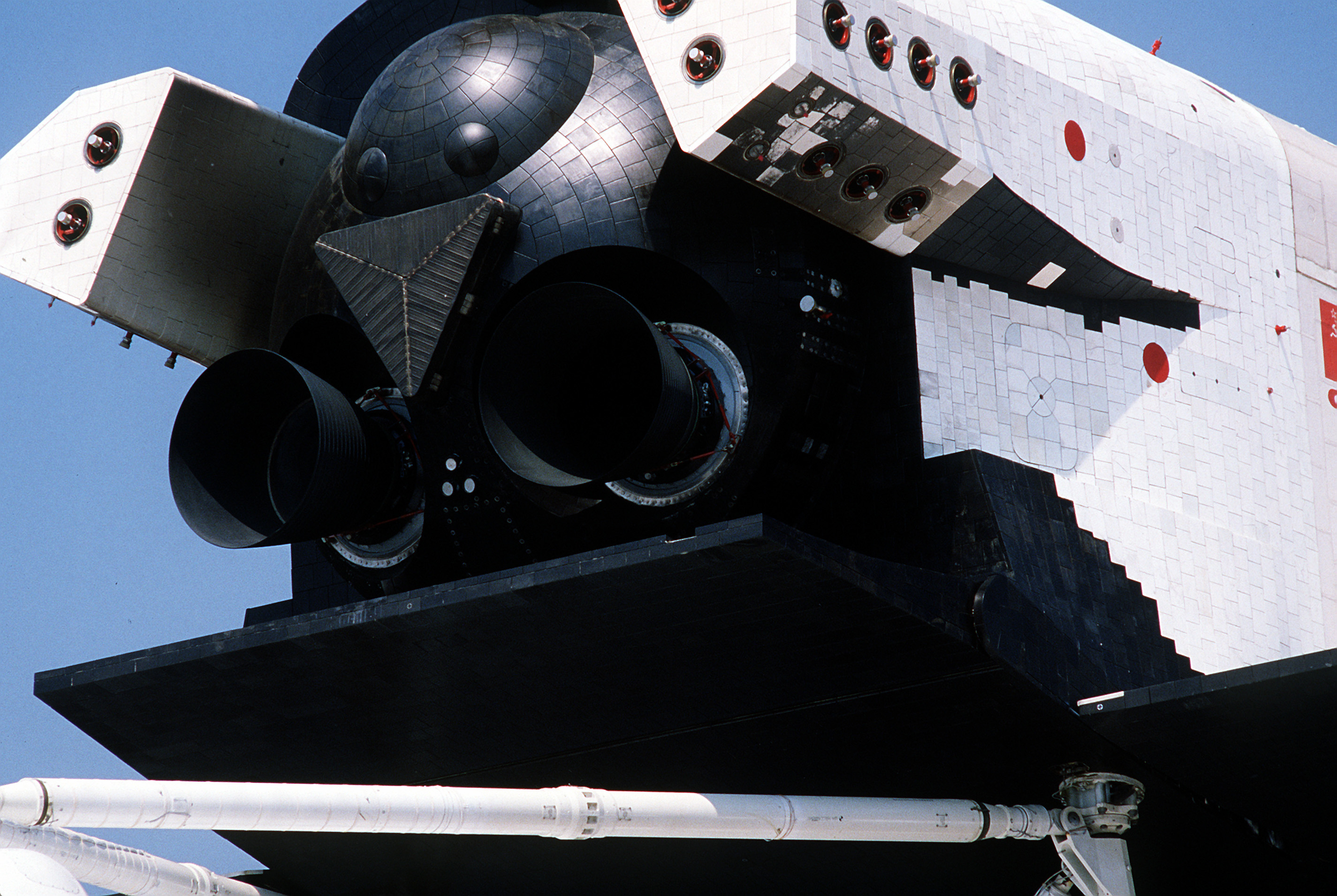
Part posterior.

Després d'aquest primer vol reeixit, el projecte va ser suspès a causa de la falta de fons i de la situació política a la Unió Soviètica. Els dos orbitadors següents, programats per 1990 i 1992, mai es van acabar. El 30 de juny de 1993, el projecte era cancel·lat de forma oficial pel president rus Borís Ieltsin. En aquell moment l'erari rus havia gastat en el projecte uns 20.000 milions de rubles.
Aquest programa volia enaltir l'orgull nacional, impulsar la investigació i obtenir també els coneixements tecnològics que els americans aconseguien amb el seu propi programa del transbordador espacial. A més, es pretenia que el Buran es convertís en el subministrador de materials per a la estació espacial Mir, que havia estat llançada l'any 1986 i va romandre en servei fins a l'any 2001. Quan finalment la Mir va ser visitada per un transbordador, el visitant va ser el transbordador nord-americà, i no el Buran.
El mòdul «Buran SO», un mòdul d'acoblament que havia de ser usat per a la trobada amb l'estació espacial Mir, va ser modificat per al seu ús amb el transbordador espacial nord-americana durant les missions Shuttle-Mir.

### El deteriorament de les restes del programa
Els transbordadors de tipus Buran completats a la cancel·lació del programa (1.01 11F35 o K1 «Buran» i 1.02 11F35 o K2 «Ptichka», "ocellet" en rus), i les restes del projecte, són avui propietat del Kazakhstan. L'any 2002, el sostre de l'hangar que acollia a l'únic Buran que havia completat un vol orbital i una maqueta del llançador Enérguia es va ensorrar per la falta de manteniment, quedant destruït el vehicle. També van morir en aquest accident 8 treballadors.
La segona sèrie Buran (2.01 11F35 K3 i 2.02 11F35 K4), un transbordador modificat amb un nou disseny del pont de vol i equipat amb seients ejectables per als primers vols tripulats, mai van deixar la factoria de Túshino, i allà queden tres d'ells en males condicions de conservació. Parts d'aquests vehicles han estat fins i tot venudes per Internet.
L'aparell 2.03 (11F35 K5) va ser desmantellat quan es va cancel·lar el programa i ja no existeix.
Encara que va haver cinc aparells Buran en producció, van arribar a existir fins a vuit vehicles de proves. Aquests vehicles es van utilitzar en les proves de resistència estàtica o en proves atmosfèriques. Alguns d'ells no eren sinó meres maquetes per a les proves d'equipament elèctric, procediments per a la tripulació, etc.

### ElsBuran, avui
A continuació es llisten els números de sèrie de cada aparell i la seva ubicació actual:
| OK-M (0.01)    | Proves estàtiques                            | Cosmòdrom de Baikonur                     |
| OK-GLI (0.02)  | Proves aerodinàmiques                        | Museu alemany «Technik Museum Speyer»     |
| OK-KS (0.03)   | Proves estàtiques d'integritat i elèctriques | Fàbrica Enérguia a Korolev                |
| OK-MT (0.04)   | Maqueta d'enginyeria                         | destruït                                  |
| OK-TVA (0.15)  | Proves estàtiques                            | Centre Panrus d'Exposicions, Moscou       |
| OK - ??? (0.5) | Proves estàtiques                            | desconegut                                |
| OK - ??? (0.6) | Proves estàtiques                            | desconegut                                |
| OK-TVI (0.8)   | Proves estàtiques tèrmiques i de buit        | desconegut                                |
| Buran (1.01)   | operatiu                                     | destruït                                  |
| Ptichka (1.02) | Construcció interrompuda (97% completat)     | Cosmòdrom de Baikonur                     |
| Baikal (2.01)  | Construcció interrompuda (40% completat)     | Túshino, Moscou                           |
| Buran (2.02)   | Construcció interrompuda                     | Parcialment desmantellat, Túshino, Moscou |
| Buran (2.03)   | Construcció interrompuda                     | destruït                                  |
L'any 2003, la paralització dels vols del transbordador nord-americà va portar a molts a preguntar-se si seria possible posar de nou en servei al coet Enérguia i al transbordador Buran. No obstant això, ja en aquells dies tot l'equipament necessari per a això, incloent-hi els vehicles, havien caigut en el desús i el deteriorament, o s'havia dedicat a altres usos després de l'ensorrament de la Unió Soviètica.